# Liste der Naturdenkmale in Bad Kreuznach
Die Liste der Naturdenkmale in Bad Kreuznach nennt die im Gemeindegebiet von Bad Kreuznach ausgewiesenen Naturdenkmale (Stand 7. März 2024).

## Naturdenkmale
| Nr.         | Bezeichnung                            | Lage                                                       | Beschreibung                 | Bild                                    |
| ----------- | -------------------------------------- | ---------------------------------------------------------- | ---------------------------- | --------------------------------------- |
| ND-7133-447 | Zwei Speierlinge in der Katharinenheck | östlich von Rheingrafenstein; Abteilung Im Schmalfeld Lage | Sorbus domestica, zwei Bäume | Direkt Bild zu diesem Denkmal hochladen |

## Ehemalige Naturdenkmale
| Nr. | Bezeichnung | Lage                                      | Beschreibung                             | Bild                                    |
| --- | ----------- | ----------------------------------------- | ---------------------------------------- | --------------------------------------- |
|     | Linde       | An der Lindenmühle                        | Tilia sp.; Rechtsverordnung aufgehoben   | Direkt Bild zu diesem Denkmal hochladen |
|     | Eiche       | südlich der Stadt beim Forsthaus Spreitel | Quercus sp.; Rechtsverordnung aufgehoben | Direkt Bild zu diesem Denkmal hochladen |